# Cnephia eremites
Cnephia eremites är en tvåvingeart som beskrevs av Shewell 1952. Cnephia eremites ingår i släktet Cnephia och familjen knott. Arten är reproducerande i Sverige. Inga underarter finns listade i Catalogue of Life.